# 도브 (초콜릿)

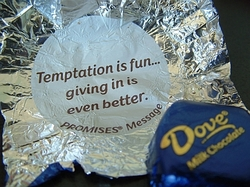

도브(영어: Dove)는 마즈가 제조 및 판매하는 초콜릿 브랜드이다.

## 역사
그리스계 미국인 레오 스테파노스가 소유한 시카고의 과자 가게 도브 캔디스 & 아이스크림(Dove Candies & Ice Cream)의 제품에서 유래한 것이다. 1956년, 스테파노스는 도브 브랜드의 아이스크림 바를 만들었는데, 이 아이스크림 바는 전국의 일부 도시에서 유통이 시작된 1985년까지 시카고에서만 판매되었다. 일부 국가에서는 갤럭시라는 이름으로 발매되고 있으며, 이 브랜드는 영국에서 1960년 처음 시작되었다. 1986년, 마즈에 인수되었다.